# Ставище (Волынская область)
Ставище (укр. Ставище) — село в Сошичненской сельской общине Камень-Каширского района Волынской области Украины.
Население по переписи 2001 года составляет 154 человека. Почтовый индекс — 44542. Телефонный код — 3357. Занимает площадь 1,271 км².

## История
В 1946 году указом ПВС УССР село Вулька-Качинская переименовано в Ставище.